# Skegss
Skegss ist eine australische Garage-Rock-Band aus der Byron Bay Area. Seit 2018 sind sie in den australischen Charts erfolgreich und 2021 kamen sie mit ihrem Album Rehearsal auf Platz 1.

## Bandgeschichte
Sänger Benny Reed und Schlagzeuger Jonny Lani kannten sich aus der Jugend in Forster, Bassist Toby Cregan wuchs in Berrara südlich von Sydney auf. Er ist der Sohn des bekannten Surfers Brian Cregan, Gründer der Surfermarke Ocean & Earth. Reed ging 2013 nach Byron Bay im Nordosten von New South Wales, dem östlichsten Punkt Australiens. Er war in Forster in einer Band gewesen und als Lani nach Byron Bay kam und sich im Hinterland niederließ, traten sie unter dem alten Bandnamen The Single Fins auf. Bei einem Auftritt trafen sie auf Cregan, der in Mullumbimby lebte und auf die Bühne kam und mitspielte. Sie nahmen ihn in die Band auf und benannten sich in Skegss um. Angeblich kommt der Name von einer seltenen französischen Gitarrenmarke. Bis zur ersten Single gehörte auch noch der Surfer Noa Deane zur Band, der dann aber die Sportkarriere vorzog. Zum Team gehört auch der Künstler Jack Irvine, der Merchandise, Cover und Plakate und damit das Bandimage gestaltet.
Die Skegss veröffentlichten in Eigenregie 2014 ihre ersten Singles L.S.D. und Rock ’n’ Roll Radio und eine EP mit dem Bandnamen als Titel. 2015 wurden sie als erste Band vom neuen Label Ratbag Records der Dune Rats aus Brisbane unter Vertrag genommen, das vom Major Warner Music vertrieben wird. Weitere Veröffentlichungen folgten. Für ihr Debütalbum ließen sie sich viel Zeit und verbrachten nur mit den Aufnahmen acht Monate. Im September 2018 erschien My Own Mess und erreichte auf Anhieb Platz 2 der Charts.
Nach dem Erfolg nahmen sie sich erneut Zeit für die nächste Albumproduktion. 2020 veröffentlichten sie zwei ältere EPs noch einmal neu und kamen auch damit in die Charts. Das zweite Album Rehearsal wurde mit Unterstützung von Catherine Marks (PJ Harvey, The Killers) produziert. Es erschien Ende März 2021 und stieg auf Platz 1 ein.

## Diskografie

### Alben
| Jahr | Titel                    | Höchstplatzierung, Gesamtwochen, AuszeichnungChartsChartplatzierungen (Jahr, Titel, Platzierungen, Wochen, Auszeichnungen, Anmerkungen) | Anmerkungen                               |
| Jahr | Titel                    | AU | Anmerkungen                               |
| ---- | ------------------------ | --- | ----------------------------------------- |
| 2015 | 50 Push Ups for a Dollar | AU4 (1 Wo.)AU | Erstveröffentlichung: 16. Oktober 2015 EP |
| 2018 | My Own Mess              | AU2 (2 Wo.)AU | Erstveröffentlichung: 7. September 2018   |
| 2020 | Holiday Food             | AU17 (1 Wo.)AU | EP                                        |
| 2021 | Rehearsal                | AU1 (2 Wo.)AU | Erstveröffentlichung: 26. März 2021       |

Weitere EPs
- 2014: Skeggs
- 2015: 3 Songs We Recorded with Adam When We Were in Melbourne
- 2016: Everyone Is Good at Something

Lieder
- 2014: L.S.D.
- 2014: Rock ’n’ Roll Radio
- 2014: Glow in the Dark
- 2015: Fun
- 2016: My Face
- 2016: Spring Has Sprung
- 2017: Got on My Skateboard
- 2018: Smogged Out
- 2019: Here Comes Your Man
- 2019: Up in the Clouds
- 2019: Save It for the Weekend
- 2020: Under the Thunder
- 2020: Fantaisising
- 2020: Wake Up
- 2021: Valhalla
- 2021: Bush TV